# Melanargia microsakaria
Melanargia microsakaria är en fjärilsart som beskrevs av Ruggero Verity 1927. Melanargia microsakaria ingår i släktet Melanargia och familjen praktfjärilar. Inga underarter finns listade i Catalogue of Life.